# Liste de statues à Gand
Cet article est une liste chronologique des statues de Gand. Sont reprises ici les œuvres tridimensionnelles situées dans l'espace public de la commune belge de Gand, sous forme de sculptures, statues, monuments ou autres compositions.
| Année    | Nom                                       | Sculpteur                                                                     | Emplacement                                       | Ville | Matériau                     | Image |  |
| -------- | ----------------------------------------- | ----------------------------------------------------------------------------- | ------------------------------------------------- | ----- | ---------------------------- | ----- |  |
| 1732     | Lion doré                                 | Jacob Van der Cruyssen                                                        | Parc de la Citadelle                              | Gand  |                              |       |  |
| 1812     | Pompe à eau                               | Jean-Baptiste Van der Capelle                                                 | Place du Marché-aux-Légumes (nl)                  | Gand  | pierre bleue                 |       |  |
| 1863     | Statue de Jacques van Artevelde           | Pieter De Vigne                                                               | Vrijdagmarkt                                      | Gand  | bronze                       |       |  |
| 1885     | Liévin Bauwens                            | Pieter De Vigne                                                               | Lieven Bauwensplein (nl)                          | Gand  | bronze                       |       |  |
| 1888     | Moorken                                   | Louis Jean Mast                                                               | Parc de la Citadelle                              | Gand  | bronze                       |       |  |
| 1899     | Jan Frans Willems                         | Isidore De Rudder                                                             | Sint-Baafsplein                                   | Gand  |                              |       |  |
| 1902     | De Vlaggeplanters                         | Jules Pierre van Biesbroeck                                                   | Parc de la Citadelle                              | Gand  | bronze                       |       |  |
| 1908     | François Laurent                          | Jules Pierre van Biesbroeck                                                   | François Laurentplein (nl)                        | Gand  | bronze                       |       |  |
| 1908     | Oswald de Kerchove de Denterghem          | Gustaaf Van den Meersche (nl)                                                 | Parc de la Citadelle                              | Gand  | bronze                       |       |  |
| 1913     | Monument en l'honneur des frères van Eyck | Geo Verbanck                                                                  | Geraard De Duivelhof                              | Gand  | bronze                       |       |  |
| 1913     | La Lys et l'Escaut                        | Jacques de Lalaing                                                            | Parc de la Citadelle                              | Gand  | bronze                       |       |  |
| 1913     | Cheval Bayard                             | Domien Ingels (nl) (cheval) et Aloïs De Beule (nl) (hommes)                   | Paul de Smet de Naeyerplein (nl)                  | Gand  | bronze                       |       |  |
| 1926     | Emile Claus                               | Yvonne Serruys                                                                | Parc de la Citadelle                              | Gand  | bronze                       |       |  |
| 1927     | Edmond Van Beveren (nl)                   | Jules Pierre van Biesbroeck                                                   | Parc de la Citadelle                              | Gand  | bronze                       |       |  |
| 1930     | Hazewind                                  | Domien Ingels (nl)                                                            | Parc de la Citadelle                              | Gand  |                              |       |  |
| 1937     | Albert Ier                                | Domien Ingels (nl) (cheval et roi Albert) et Jan-Albert De Bondt (nl) (socle) | Parc Albert Ier                                   | Gand  | bronze                       |       |  |
| 1937     | Fontaine des Agenouillés                  | George Minne                                                                  | Emile Braunplein                                  | Gand  | bronze                       |       |  |
| 1941     | Jan Palfijn                               | Godefroid Devreese                                                            | Jardin Jan Palfijn                                | Gand  | bronze                       |       |  |
| 1948     | Monument Édouard Anseele                  | Jozef Cantré                                                                  | Frankrijkplein                                    | Gand  |                              |       |  |
| 1961     | La Justice                                | Geo Verbanck                                                                  | Ancien Palais de Justice, sur la Koophandelsplein | Gand  | bronze                       |       |  |
| 1996     | La statue des droits de l'homme           | Freddy De Vos (nl)                                                            | Pelouse près du château des comtes de Flandre     | Gand  | métal                        |       |  |
| 1998     | Roi Baudouin                              | Hugo Vander Vekens                                                            | Parc de la Citadelle                              | Gand  | bronze                       |       |  |
| 1998     | Monument à Michael Lustig                 | Daniel Dutrieux                                                               | Petit parc le long de la Lys                      | Gand  | cuivre rouge et pierre bleue |       |  |
| 1999     | Quand j'étais petit                       | Freddy De Vos (nl)                                                            | Sint-Baafsplein                                   | Gand  | bronze                       |       |  |
| 2014     | Agneau de Dieu                            | Bart Smeets                                                                   | Jan van Stopenberghestraat                        | Gand  |                              |       |  |
| 2017     | Broche                                    | Ayşe Erkmen                                                                   | Korenmarkt                                        | Gand  |                              |       |  |
| 2017     | HD 400                                    | Ann Veronica Janssens                                                         | Korenmarkt                                        | Gand  |                              |       |  |
| 2020     | La Sonate du Canal                        | Monkey Bird Crew                                                              |                                                   | Gand  |                              |       |  |
| onbekend | Monument à la guerre                      |                                                                               | Monnaie                                           | Gand  |                              |       |  |
| inconnue | Saint-Michel                              | inconnu                                                                       | Pont Saint-Michel (nl)                            | Gand  | bronze                       |       |  |
| inconnue | Navire                                    | inconnu                                                                       | Pont Saint-Michel (nl)                            | Gand  |                              |       |  |